# Moulines, Manche

Moulines este o comună în departamentul Manche, Franța. În 1 ianuarie 2022 avea o populație de 281 de locuitori.